# Chanel Contos
Chanel Contos (1988) es una activista australiana por el consentimiento sexual. Adquirió reconocimiento internacional en 2021 tras recibir miles de testimonios de agresiones sexuales, en respuesta a su petición a las jóvenes australianas para que denunciaran sus experiencias de agresión sexual. Es la fundadora de Teach Us Consent y presidenta de Global Institute for Women's Leadership's Youth Advisory Committee (Comité Asesor Juvenil del Instituto Global para el Liderazgo de las Mujeres).

## Trayectoria
Contos creció en Glenorie, un suburbio de las afueras de Sídney, Nueva Gales del Sur, y luego se mudó a Vaucluse, un barrio acomodado de la ciudad. Asistió a la Escuela Kambala en Sydney, posteriormente se licenció en Comercio y Artes en la Universidad de Nueva Gales del Sur. En 2020, comenzó una máster en Género y Educación en University College London.
En febrero de 2021, Contos inició una encuesta en Instagram en la que pedía historias de mujeres jóvenes australianas que hubieran sido agredidas sexualmente. Tras una avalancha de respuestas, puso en marcha el sitio web Teach Us Consent, que albergó una petición en línea independiente para solicitar educación sobre el consentimiento sexual en las escuelas australianas. La petición generó una fuerte respuesta, con más de 44.000 firmas en el plazo de un mes desde su lanzamiento, junto con más de 5.000 historias de agresión sexual.
En marzo de 2021, la Unidad de Delitos Sexuales de la Fuerza de Policía de Nueva Gales del Sur colaboró con Contos para pedir a las jóvenes que habían presentado denuncias de agresión en su sitio web que también las presentaran, de manera informal, al Departamento de Policía de Nueva Gales del Sur. En abril de 2021, Contos propuso la creación de un portal de denuncias anónimas en línea para que las jóvenes víctimas de agresión sexual pudieran denunciar estos casos a la policía australiana. En mayo de 2021, el entonces primer ministro australiano Scott Morrison se comprometió a reunirse con Contos para hablar de la educación sobre el consentimiento sexual.
Su libro, Consent Laid Bare, fue publicado por Macmillan Australia en septiembre de 2023.

## Reconocimientos
En 2021, Contos fue distinguida con Australian Human Rights Commission Young People’s Medal, un premio que reconoce a jóvenes que han realizado contribuciones significativas en la promoción y protección de los derechos humanos en Australia. Su labor en la lucha contra la violencia de género y la cultura de la violación la hizo merecedora de este galardón. Ese mismo año, la revista Marie Claire Australia celebró su 25º aniversario, reconociendo a mujeres destacadas por su liderazgo y valentía. Contos fue una de las homenajeadas en esta edición especial.
En 2022, fue incluida en la lista de las 100 Mujeres más influyentes e inspiradoras del mundo elaborada por la BBC, por su trabajo en la concienciación sobre la cultura de la violación y la necesidad de un cambio estructural en la sociedad.
En 2023, recibió el premio NSW Young Women of the Year Awards en reconocimiento a su compromiso con su comunidad por su labor para erradicar la cultura de la violación.
La Universidad de Nueva Gales del Sur entrega anualmente los Alumni Awards para reconocer a exalumnos destacados. En 2024, Contos recibió el Young Alumni Awards por su liderazgo en la campaña Teach Us Consent, que impulsó la educación sobre consentimiento en escuelas de Australia.